# Monte Spluga
Il Monte Spluga o Cima del Calvo (2.845 m s.l.m.) è un monte della Valtellina posto a capotesta della valle dello Spluga.

## Collocazione
È situato tra la zona denominata Costiera dei Cech, che sovrasta nella Bassa Valtellina la sponda idrografica destra dell'Adda, e la Valle dei Ratti.
Dallo Spluga lungo il versante Sud:
- Monte Desenigo - 2845 m.
- Corno del Colino - 2504 m.

Dallo Spluga lungo il versante Nord:
- Pizzo Ligoncio - 3033 m.

Dallo Spluga a est:
- Cime della Merdarola - 2734 m.
- Cima di Cavislone - 2603 m.